# Henri Rousselle
 (août 2025).
Henri Rousselle, né le 11 avril 1866 à Bordeaux et mort en 1925, est un homme politique radical-socialiste français. 

## Biographie
Fils de Ernest Rousselle, président du Conseil municipal de Paris de 1889 à 1900 et président du Conseil général de la Seine en 1885, Henri Rousselle fait ses études classiques au lycée Charlemagne puis se prépare pour entrer à l'école de Chimie et de physique avant de réaliser son service militaire au 31e d'artillerie. Après avoir été nommé lieutenant à Toul, il revient auprès de son père pour l'aider dans son métier de négociant et représentant en vins. Devenu son secrétaire pour les questions municipales, il l'aide dans son action en faveur des enfants démunis. 
En 1896, à la mort de son père, il se présente pour le remplacer à son poste de conseiller municipal du quartier de la Maison-Blanche et est soutenu par les comités radicaux-socialistes locaux. Elu, le 21 juin 1896, par 2,937 voix face à se concurrents, il est réélu au deuxième tour en 1900. 
Inscrit au groupe des Droits de Paris, il devient membre de la 6e commission, intervient lors des débats relatifs au prolongement du chemin de fer de la gare d'Orléans au quai d'Orsay et soutient l'expansion du métropolitain. Rapporteur du projet de création de laboratoires centraux dans les hôpitaux, il se charge également des questions d'assistance publique et de l'affectation des fonds aux établissements hospitaliers. Il est membre du Conseil de surveillance de l'Assistance publique et est nommé secrétaire de la commission municipale de l'Exposition universelle de 1900.
Au Conseil général de la Seine, il fait partie de la 3e commission (enfants assistés). 

## Sources
- Dictionnaire national des contemporains, Ouvrage rédigé sous la direction de C.E. Curinier, Volume 2, C E. Curinier, 1899, p. 298